# Waltraut Haas
Waltraut Haas (Wenen, 9 juni 1927 – aldaar, 23 april 2025) was een Oostenrijkse actrice en zangeres. Ze verwierf grote bekendheid door haar optredens in haar thuisland en in muziekfilms als Der Hofrat Geiger en Im Weißen Rößl.

## Biografie
Haas was de dochter van basisschoolleraar Walther Haas en zijn vrouw Stefanie, geboren Klager. Op 5-jarige leeftijd verloor ze haar vader. Haar moeder exploiteerde een restaurant in Schloss Schönbrunn en Haas groeide op in het paleizencomplex. Tijdens de oorlog ging ze naar een modeschool, waar ze haar studie afrondde met het examen gezel. Na de oorlog volgde ze acteerlessen bij Julia Janssen, de steractrice van het toneelgezelschap dat in het Burgtheater speelde. Ook studeerde ze muziek aan het Weens Conservatorium. Ze maakte haar debuut in het Landestheater Linz. Vanaf 1948 speelde ze in het Renaissance-theater en andere Weense theaters. In 1949 trad ze samen met Peter Alexander op in de operette Abschiedswalzer van Ludwig Schmidseder in het Wiener Bürgertheater.
Haar doorbraak als filmactrice beleefde ze met de rol van het jonge Wachau-meisje Mariandl Mühlhuber in de heimatfilm Der Hofrat Geiger (1947). In de remake Mariandl (1961) en het vervolg Mariandls Heimkehr (1962) belichaamde ze de moeder, evenals op het Wachau-festival in 2005, waarin haar man de wethouder speelde en regisseerde. Hij zou ook regisseren in het Gloria Theater in Wenen, maar door zijn overlijden kwam het daar niet meer van. In september 2011 ging het stuk in première met haar zoon als regisseur en Haas speelde de pleegoma. Haas was vooral populair in de jaren 1950 en 1960, toen ze speelde in tal van muzikale entertainment- en operettefilms, waaronder als Rößlwirtin Im Weißen Rößl (1960) met Peter Alexander als Leopold. In de jaren 1960 keerde ze vaker terug op het podium. 
Sinds 1990 schrijft Haas sprookjesboeken.
Waltraut Haas was in 1953 verloofd met de Zwitserse wielrenner Hugo Koblet (1925-1964), bekend als Mooie Hugo. Ze trouwde op 28 juli 1966 met de acteur Erwin Strahl (1929-2011). Regisseur Franz Antel filmde het kerkelijk huwelijk op 30 juli in Sankt Gilgen tijdens de opnamen van de productie 00Sex am Wolfgangsee, maar gebruikte zoals afgesproken de bruiloftscène niet  voor filmdoeleinden. Haar zoon Marcus Strahl (*2 juli 1968) is theaterregisseur en acteur. In 2008 werd de actrice geëerd voor haar jarenlange en bijzondere verdiensten voor theater, film en kunst op voorstel van regisseur Hans Pischner en Kammersänger Heiko Reissig en benoemd tot volwaardig erelid van de European Cultural Workshop (EKW) in Berlijn. In 2016 nam ze samen met Kurt Elsasser het duet This Happiness op bij haar 70e toneeljubileum in 2016.
Haas overleed op 23 april 2025 in haar woonplaats Wenen. Ze werd 97 jaar oud.

## Onderscheidingen
- 1957: Perle des Atlantik bij de Festival Internacional de Cine de Mar del Plata
- 1987: Gouden eremedaille van de bondshoofdstad Wenen
- 1988: Robert Stolz-Prijs voor haar interpretatie van Der kleine Gardeoffizier
- 2001: Onderscheiding ter ere van diensten aan de deelstaat Neder-Oostenrijk
- 2001: Rose vom Wörthersee als beste actrice
- 2003: Oostenrijkse onderscheiding voor wetenschap en kunst
- 2003: Goldene Harfe van de muziekvereniging Freunde der Operette
- 2008: Erelid van de Europäischen Kulturwerkstatt Berlin-Wien (EKW)
- 2010: Gouden onderscheiding ter ere van diensten aan de deelstaat Wenen

## Filmografie

### Bioscoop
- 1947: Der Hofrat Geiger (Mariandl)
- 1949: Ein bezaubernder Schwindler
- 1949: Kleiner Schwindel am Wolfgangsee
- 1950: Es liegt was in der Luft
- 1950: Gruß und Kuß aus der Wachau
- 1951: Der letzte Schuß
- 1951: Tanz ins Glück
- 1952: Du bist die Rose vom Wörthersee
- 1952: Hallo Dienstmann
- 1952: Ideale Frau gesucht
- 1952: Knall und Fall als Hochstapler
- 1952: 1. April 2000
- 1952: Der Obersteiger
- 1953: Der Onkel aus Amerika
- 1953: Der keusche Josef
- 1953: Südliche Nächte
- 1954: Das Licht der Liebe
- 1954: Der Zigeunerbaron
- 1954: Die schöne Müllerin
- 1954: Das Lied von Kaprun
- 1955: Der falsche Adam
- 1955: Wenn der Vater mit dem Sohne
- 1955: Der fröhliche Wanderer[15]
- 1955: Das Mädchen vom Pfarrhof
- 1955: |Musik im Blut
- 1956: Ein Herz und eine Seele
- 1956: Die Stimme der Sehnsucht
- 1956: Lumpazivagabundus
- 1956: Der Bettelstudent
- 1956: Der Adler vom Velsatal
- 1956: Jede Nacht in einem anderen Bett
- 1957: Zwei Herzen voller Seligkeit
- 1957: Der König der Bernina
- 1957: … denn keiner ist ohne Sünde (Les filles de nuit)
- 1958: Eine Reise ins Glück
- 1958: Der schwarze Blitz
- 1958: Immer die Radfahrer
- 1959: Paprika
- 1959: Melodie und Rhythmus (kort optreden)
- 1959: Traumrevue
- 1960: Im weißen Rößl
- 1961: Junge Leute brauchen Liebe
- 1961: Mariandl
- 1961: Saison in Salzburg
- 1962: Mariandls Heimkehr
- 1962: Der 42. Himmel
- 1962: Hochzeitsnacht im Paradies
- 1963: Ist Geraldine ein Engel? (kort optreden)
- 1963: Im singenden Rößl am Königssee
- 1964: Happy-End am Wörthersee (Happy-End am Attersee)
- 1965: Das ist mein Wien
- 1966: 00Sex am Wolfgangsee
- 1969: Komm nach Wien, ich zeig dir was!
- 1970: Gejodelt wird zuhause!
- 1971: Außer Rand und Band am Wolfgangsee
- 1998: Fünf Minuten
- 2001: Ene mene muh – und tot bist du
- 2017: Das kleine Vergnügen

### Televisie (selectie)
- 1962: Gasparone (tv)
- 1962: Die Kaiserin (tv)
- 1966: Meine Schwester und ich (tv)
- 1966: Das rote Tuch (tv)
- 1969: Oberinspektor Marek – Einfacher Doppelmord (tv)
- 1990: Roda Roda (tv-serie)
- 1991: Ein Schloß am Wörthersee, aflevering: Alte Liebe rostet nicht (tv-serie)